# سقف (الطيال)

تعديل مصدري - تعديل

سقف هي إحدى قرى عزلة بني سحام بمديرية الطيال التابعة لمحافظة صنعاء، بلغ تعداد سكانها 981 نسمة حسب تعداد اليمن لعام 2004.